# Macrogenis crassigenis
Macrogenis crassigenis (лат.) — вид вымерших парнокопытных из семейства пекариевых (Tayassuidae). Единственный известный вид рода Macrogenis. Жил во времена миоцена (13,6—10,3 млн лет назад) на территории современных штатов Небраска и Южная Дакота (США). Типовой образец — череп AMNH 10882. Имеет на скуловых костях выросты причудливой формы.